# European Remote Sensing Satellite

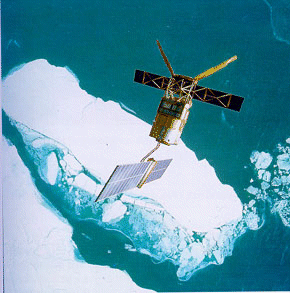
ERS-1 över Antarktis (fotomontage).

ERS-1 (European Remote Sensing satellite 1) sköts upp den 17 juli 1991 i en solsynkron bana på en höjd av cirka 780 kilometer och var den första fjärranalyssatelliten den Europeiska rymdorganisationen, ESA, utvecklade. Den var för sin tid den mest avancerade satelliten för jordobservationer som utvecklats. Satelliten var utrustad med flera sensorer av vilka syntetisk aperturradar, SAR, var mest spektakulär eftersom den kan ge en radarbild av ett hundra kilometer brett stråk av jordytan och under en period av 35 dagar täcka in i stort sett hela jordytan med 25 meters detaljer. Vidare var satelliten utrustad med en radaraltimeter, som mäter avståndet till jordytan och som efter ett stort antal varv och medelvärdesbildning av mätningarna kan bestämma havets referensyta med centimeternoggrannhet. En scatterometer mäter radarekon över hav och bestämmer vindhastighet och vindriktning. Det fanns även en infraröd och en mikrovågsradiometer.
ERS-1 var en experimentell satellit och hade 1991 och 1994 under vintermånaderna en särskild bana som bland annat gick över stora delar av Östersjön, som täcktes in var tredje dag av syntetiska aperturradar vilket gjorde att isförhållandena kunde studeras och metodik börja utvecklas för att understödja isbrytarverksamheten med översiktlig information om isförhållandena trots förekomst av moln. Sedan dess har metoder utvecklats för att mäta egenskaper hos skog, snösmältning, markfuktighet, översvämningar etc. 
ERS-1 följdes 21 april 1995 av ERS-2, som hade samma instrument som ERS-1 och dessutom GOME, ett ozon-mätande instrument. Under 1995 gick de två satelliterna i ”tandem” och mätte med en dags mellanrum samma område. Därmed kunde man göra interferometri mätningar med syntetisk aperturradar och har bland annat tagit fram bilder över seismiska förskjutningar med millimeterprecision, bestämt jordens topografi, förskjutningar hos byggnader eller av jordytan i samband med gruvdrift eller tunnelbyggen, skogshöjd och skogens stamvolym samt egenskaper i landskapet.
ERS-1 fungerade fram till mars 2000 och ERS-2 fram till 2011.